# Domínguez (ort)
Domínguez är en ort i Argentina.   Den ligger i provinsen Entre Ríos, i den centrala delen av landet, 300 km norr om huvudstaden Buenos Aires. Domínguez ligger 59 meter över havet och antalet invånare är 1 925.
Terrängen runt Domínguez är mycket platt. Närmaste större samhälle är Villaguay, 14,8 km norr om Domínguez.
Trakten runt Domínguez består i huvudsak av gräsmarker. Runt Domínguez är det glesbefolkat, med 20 invånare per kvadratkilometer.